# Българска народна македоно-одринска революционна организация
Българската народна македоно-одринска революционна организация е революционна организация, създадена на 4 май 1910 година от група дейци от Солунски, Струмишки и Серски революционен окръг без сподвижниците на Яне Сандански, чиято задача е да извоюва автономия за Македония и Одринско. През февруари 1911 година БНМОРО се обединява с ВМОРО.

## История
| “ | Събранието като взе предъ видъ: 1. Че всички балкански държавици се освободиха отъ турско владичество въ името на националното си самосъзнание и обединение; 2. Че всѣка една отъ тези държавици е извоювала свободата си само съ силата на орѫжието и при въорѫженната подкрѣпа на нѣкоя външна държава; 3. Че при борбата за освобождение на Македония и Одринско тази историческа истина е била игнорирана като при създаванието на Вѫтрешната М.-О. Революционна Организация борбата е била поставена на интернационална и сепаратическа почва; 4. Че стъпила на тази погрѣшна база, Организацията си е задала и погрѣшни цѣли, като е поставила политическата формула „Македония за македонцитѣ“ за цель, а не срѣдство; 5. Че подобно криво схващание е станало причина щото между свободнитѣ българи да се образуват организации подъ формата на Върховнитѣ комитети, които схващайки целите и средствата отъ национална гледна точка, неминуемо трѣбаше да доведе до онова самоизтребление, на което бѣхме свидетели;... Реши: 1. Да се пристъпи къмъ образувание на една нова Народна М.О. Революционна организация на национална почва съ задача да извоюва Автономията на Македония и Одринско като етапъ за духовното ни и политическо обединение; 2. Организационната територия да обхване не само Турско, нъ и всички земи населени с българи и ония, гдѣто би се намерили съмишленици и 3. Да се изхвърли института „Представителство“ като безполезенъ и врѣденъ и се въведе по-голѣма централизация въ организацията. А. С. Бозуковъ Д. Атанасовъ-Думбалаковъ Михаилъ Чаковъ Ст. Чолаковъ Георги Касапчето Чернопѣевъ Апостолъ Войвода | ” |
|   | |   |

След затягането на младотурския режим през втората половина на 1909 година и разпускането на националните организации с новия „Закон за сдруженията“, много от бившите български революционни дейци отново се ориентират към нелегална дейност. В края на декември 1909 година Христо Чернопеев заедно с бившия деец на ВМОК Михаил Думбалаков, Костадин Самарджиев – Джемото и Кочо Хаджиманов минават в нелегалност и обикалят Струмишко за възстановяване на революционната мрежа. Разпратено е съобщение до революционните комитети, което гласи:
| „ | ВМРО, измамена в своите надежди от младотурците, възстановява кадрите си и започва отново борбата срещу тиранията. Всички борци по местата си. Всяко колебание и изневяра, ще се наказва със смърт. Зад нас стои България с нейната мощна армия. | “ |

Струмишките дейци осъществяват и няколко терористични акции. През пролетта на 1910 година дейци от Струмишки, Солунски и Серски окръг, заедно с дейци на ВМОК, се срещат в София и в циркуляр до ръководството на македонските дружества обявяват, че единствено оправдана и резултатна е революционната борба, водена открито в името на българската национална кауза, а хуриетът е обявен за хитър тактически ход, успял да заблуди ръководителите на ВМОРО. В циркуляра Кюстендилският конгрес, избраното от него ръководство и Задграничното представителство (Христо Матов, Апостол Димитров и Христо Татарчев) са обявени за нелегитимни и се заявява, че Вътрешната организация е престанала да съществува.
На 4 май 1910 година в София е свикано Учредително събрание, което поставя основите на БНМОРО. Резолюцията на събранието е подписана от Антон Бузуков, Димитър Думбалаков, Михаил Чаков, Стефан Чавдаров, Георги Мучитанов, Христо Чернопеев и Апостол Петков. Решението е за:
| „ | образуване на нова народна м.о. революционна организация на национална почва със задача да извоюва автономията на Македония и Одринско като етап за духовното ни и политическо обединение. | “ |

Решението на събранието твърди, че:
| „ | при създаването на ВМОРО борбата е била поставена на интернационална и сепаратистична почва | “ |

което според събранието е неприемливо и то осъжда опитите за интернационализиране на българската революционна организация. Приети са устав и организационен правилник и е избран Временен главен комитет начело с бившия вътрешен деец Христо Чернопеев и бившия върховист Антон Бузуков. В комитета влизат още Тане Николов, Апостол Петков, Георги Занков и Димитър Ляпов.
На 1 август 1910 година във вестник „Камбана“ БНМОРО публикува „Позив към всички съмишленици на македоно-одринската освободителна кауза“, в който се заявява, че въоръжената намеса на България е гаранция за успеха на македоно-одринското освободително движение, защото:
| „ | не може да има два идеала — държавен и национален | “ |

БНМОРО се опитва да се изгради като единствена българска революционна структура и в Османската империя и в България и така влиза в конфликт с ВМОРО около задграничния представител Христо Матов, която благодарение на дейността на Тодор Александров се възражда в Скопския революционен окръг. В края на май Чернопеев, Бузуков, Занков, Петков и Николов се срещат с Матов във Варна. В преговорите при посредничеството на Христо Коцев и Христо Цветков двете страни констатират, че нямат принципни различия за целта, средствата и задачите. На 26 май от Варна представителите на БНМОРО предлагат на Задграничното представителство проект за обединение, който гласи, че няма никакви действащи органи на старата Организация има само бивши нейни дейци, които трябва да започнат възстановяването ѝ на равни начала. Проектът е отхвърлен от Матов.
Дейците на БНМОРО Чернопеев и Занков се срещат и с лидера на третата фракция в освободителното движение - Яне Сандански, но той се е самоизолирал и отказва съвместна дейност.
БНМОРО започва изграждането на местни структури, като Главният комитет нарежда да се започне с изборите на длъжностни лица. В края на юни войводите на БНМОРО започват да навлизат в районите си. На 29 юни границата минават Апостол Петков, Тане Николов и Продан Христов, последвани след няколко дни от Чернопеев, Чавдаров, Занков, Чаков и Михаил Скендеров.
Дейците на БНМОРО подобно и на Христо Матов смятат, че ролята на четническата тактика трябва да намалее, а въстанието като средство за постигане на целите отпада за сметка на терористичните методи, които могат да провокират намесата на България и Великите сили за решаване на Македонския въпрос. При това единомислие в началото на 1911 година Главният комитет на БНМОРО отново се обръща към Скопските и Битолските дейци, като ги призовава да изпратят делегати на предстоящия конгрес на организацията. В отговор Петър Чаулев, Павел Христов, Христо Матов и Христо Цветков наричат членовете на БНМОРО „отцепници“ и отказват да участват в конгреса ѝ, но предлагат обща среща за обединение. Срещата е проведена през февруари и е избрана комисия, която да съгласува принципите на общата дейност, в състав Христов и Александров за ВМОРО, Чернопеев и Бузуков за БНМОРО. На 26 февруари комисията решава за обединение в една организация като на базата на програмните документи на ВМОРО и БНМОРО определя основните принципи: в организацията се приемат само българи националисти, дейците извън Османската империя са само спомагателни членове, ЦК и ЗП се избират с писмено разбирателство между окръзите. Така БНМОРО отстъпва в полза на запазване на утвърдената структура срещу налагане на българския национален характер на организацията, отразен и в новия Централен комитет — Александров, Чаулев, Чернопеев с резервен член подполковник Александър Протогеров.